# Sénia de la Ribera
La Sénia de la Ribera és una obra de la Fatarella (Terra Alta) inclosa a l'Inventari del Patrimoni Arquitectònic de Catalunya.

## Descripció
Estructura pràcticament circular que s'esglaona i s'adapta al pendent del terreny que conforma les parets de la llera del barranc.
L'estructura interna és de pedra seca i paredat de pedra de mesures considerables, parcialment arrebossat. L'interior de la sénia té planta de circ romà, de paredat de pedra seca fins a arribar al nivell del barranc, on està excavada a la roca.
Els murs intermedis estan reomplerts de paredat amb terra natural i argiles.
Sobresurten a nivell de superfície unes grans lloses de pedra que canalitzaven l'aigua. Queden restes dels antics murs que servirien per suportar les estructures de la sénia.

## Història
Situada al costat mateix del llit del barranc de Sant Francesc.